# Grayia caesar
Grayia caesar är en ormart som beskrevs av GÜNTHER 1863. Grayia caesar ingår i släktet Grayia, och familjen snokar. Inga underarter finns listade.
De största exemplaren är lite längre än en meter. De är på ovansidan svartbruna med ljusare tvärband och undersidan är ljubrun. I ansiktet finns gula ställen. Påfallande är den långa svansen.

## Utbredning
Grayia caesar förekommer i centrala Afrika. Den har påträffats i Ekvatorialguinea, Kamerun, Demokratiska Republiken Kongo och Centralafrikanska republiken. Ormen lever i kulliga områden och i bergstrakter mellan 350 och 1350 meter över havet. Den vistas i regnskogar och i träskmarker.
Beståndet hotas i viss mån av landskapsförändringar. Hela populationen anses vara stabil. IUCN listar arten som livskraftig (LC).